# Средний Горб
Средний Горб (укр. Середній Горб) — село в Ивано-Франковской поселковой общине Яворовского района Львовской области Украины.
Население по переписи 2001 года составляло 95 человек. Занимает площадь 1,86 км². Почтовый индекс — 81080. Телефонный код — 3259.